# Etropole
Etropole (bułg. Етрополе) – miasto w Bułgarii; 10 tys. mieszkańców (2006).

## Osobistości
- Christo Jasenow poeta, urodzony w Etropole

## Miasta partnerskie
- Feres, Grecja